# ادوارد ماتئوسیان
ادوارد ماتئوسیان (ارمنی: Էդուարդ Մաթևոսյան؛ زاده ۷ دسامبر ۱۹۳۷ - درگذشته ۲ ژوئن ۲۰۲۰)  کارگردان فیلم، فیلم‌برداری، کارگردان تئاتر اهل ارمنستان بود.

## زندگی‌نامه
وی در ۷ دسامبر ۱۹۳۷ در ایروان در به دنیا آمد و از مؤسسه سینمایی گراسیموف (۱۹۷۱) فارغ‌التحصیل گشت. وی همچنین برنده جوایزی همچون چهره هنری شایسته ارمنستان شوروی شد. وی در ۲ ژوئن ۲۰۲۰ در سن ۸۲ سالگی در ایروان درگذشت.